# Brunsbek
Brunsbek (dolnoniem. Bruunsbeek) – gmina w Niemczech, w kraju związkowym Szlezwik-Holsztyn, w powiecie Stormarn, wchodzi w skład urzędu Siek.